# Bart na volné noze
Bart na volné noze (v anglickém originále Barting Over) je 11. díl 14. řady (celkem 302.) amerického animovaného seriálu Simpsonovi. Scénář napsal Andrew Kreisberg a díl režíroval Matthew Nastuk. V USA měl premiéru dne 16. února 2003 na stanici Fox Broadcasting Company a v Česku byl poprvé vysílán 16. listopadu 2004 na stanici ČT1.

## Děj
Když Bart a Líza uklízejí garáž, najdou nahrávku s reklamou, v níž Bart účinkuje jako dítě. Bart si nepamatuje, že by byl dětským hercem, a Marge ho uklidňuje, že tím vydělal spoustu peněz. Homer se přizná, že Bartovy peníze utratil za inkriminované fotografie, aby se zachránil před skandálem. Rozzuřený Bart se rozhodne, že s Homerem už nemůže žít, a žádá o osamostatnění. Během soudního procesu se ukáže, že Homerovy problémy se vztekem dokazují, že Bart s ním nemůže bezpečně žít, a Homer už není jeho zákonným zástupcem. 
Bart se smutně rozloučí s Marge a Lízou a odstěhuje se pryč. Homer se snaží vyrovnat s Bartovým zmizením a plánuje dokázat, že může být lepším otcem. Té noci Barta vyplaší krysa a on vběhne do výtahu, který ho odveze do místnosti, v níž se nachází skatepark Tonyho Hawka a Blink-182. S Hawkem se spřátelí a vyzdobí si podkroví luxusními věcmi. Když ho zbytek rodiny navštíví, Bart dává přednost svému novému životu a stále se odmítá vrátit. 
Aby si Homer získal zpět Bartův respekt, porazí Hawka v souboji na skateboardech. Poté, co mu Homer slíbí, že se k němu už nikdy nebude chovat špatně, Bart přijme jeho omluvu a nastěhuje se zpět. Homer si začne vydělávat zpět Bartovy peníze tím, že hraje v reklamě na lék proti impotenci.

## Produkce a přijetí
Blink-182 nahráli své repliky pro tuto epizodu 24. dubna 2002, Hawk své o týden později 29. dubna. Mark Hoppus z Blink-182 prohlásil, že účast v Simpsonových byla „opravdu jedním z těch ‚wow‘ a ‚neskutečných‘ momentů, které jsem měl to štěstí zažít. Pořád mi to zpříjemňuje den, kdykoli si na to vzpomenu.“
V roce 2007 zařadil Simon Crerar z deníku The Times vystoupení Tonyho Hawka mezi 33 nejvtipnějších cameí v historii pořadu.